# Красноармійський (Німецький національний район)
Кра́сноармі́йський (рос. Красноармейский) — селище у складі Німецького національного району Алтайського краю, Росія. Входить до складу Кусацької сільської ради.

## Населення
Населення — 240 осіб (2010; 358 у 2002).
Національний склад (станом на 2002 рік):
- німці — 47 %
- росіяни — 42 %